# Discografia degli Who
Discografia del gruppo inglese The Who.

## Album in studio
- 1965 - My Generation (l'edizione USA è intitolata The Who Sings My Generation) (Decca Records)
- 1966 - A Quick One (Decca Records)
- 1967 - The Who Sell Out (Polydor Records)
- 1969 - Tommy
- 1971 - Who's Next
- 1973 - Quadrophenia
- 1975 - The Who by Numbers
- 1978 - Who Are You
- 1981 - Face Dances
- 1982 - It's Hard
- 2006 - Endless Wire
- 2019 - Who

## Album dal vivo
- 1970 - Live at Leeds, Polydor Records
- 1984 - Who's Last, MCA Records
- 1990 - Join Together
- 1996 - Live at the Isle of Wight Festival 1970
- 2000 - BBC Sessions
- 2000 - Blues to the Bush
- 2002 - Encore Series 2002
- 2003 - Live at the Royal Albert Hall, Polydor Records
- 2004 - Encore Series 2004
- 2006 - Encore Series 2006
- 2006 - Live from Toronto
- 2012 - Live at Hull, Geffen Records
- 2014 - Quadrophenia Live in London
- 2017 - Tommy Live at the Royal Albert Hall, Eagle Rock Productions

## Compilation
- 1966 - The Who (Polydor)
- 1968 - Magic Bus: The Who on Tour (Decca Records, DL 75064)
- 1968 - Direct Hits (Track Record, 612 006)
- 1970 - Who Did It!
- 1971 - Meaty Beaty Big and Bouncy
- 1974 - Odds & Sods
- 1976 - The Story of the Who
- 1981 - Hooligans
- 1982 - Join Together (solo Australia, ripubblicato altrove come Rarities Vol. 2 "1970-1973" nel 1983)
- 1983 - Rarities Vol. 1 "1966-1968"
- 1983 - Rarities Vol. 2 "1970-1973"
- 1983 - Who's Greatest Hits
- 1984 - The Singles
- 1985 - Collection
- 1987 - Who's Missing
- 1987 - Two's Missing
- 1988 - Who's Better, Who's Best (rinominato The Best in Italia)
- 1994 - Thirty Years of Maximum R&B
- 1996 - My Generation: The Very Best of the Who
- 1999 - 20th Century Masters: The Millennium Collection: The Best of The Who
- 2002 - The Ultimate Collection
- 2004 - The Who: Then and Now
- 2009 - Greatest Hits
- 2010 - Greatest Hits & More
- 2011 - Icon
- 2011 - Icon 2
- 2012 - Pinball Wizard: The Collection
- 2014 - The Who Hits 50!

## Box set
- 2004 - The 1st Singles Box
- 2020 - WHO Box Set

## Singoli
- 1964 - Zoot Suit/I'm the Face (Fontana Records, TF 480)
- 1965 - I Can't Explain/Bald Headed Woman
- 1965 - Anyway, Anyhow, Anywhere / Daddy Rolling Stone (lato B in UK) - Anytime You Want Me (lato B in USA)
- 1965 - My Generation / Shout and Shimmy (lato B in UK) - Out in the Street (lato B in USA)
- 1966 - Substitute/Circles (Il lato B venne poi rinominato "Instant Party" per motivi legali[1][2] e poi sostituito con il brano "/ Waltz for a Pig"[3])
- 1966 - A Legal Matter/Instant Party
- 1966 - The Kids Are Alright / The Ox (lato B in UK) - A Legal Matter (lato B in USA)
- 1966 - I'm a Boy/In the City
- 1966 - La-La-La-Lies/The Good's Gone
- 1966 - Happy Jack / I've Been Away (lato B in UK) - Whiskey Man (lato B in USA)
- 1967 - Pictures of Lily/Doctor, Doctor
- 1967 - The Last Time/Under My Thumb
- 1967 - I Can See for Miles / Someone's Coming (lato B in UK) - Mary-Anne with Shakey Hands (lato B in USA)
- 1968 - Dogs/Call Me Lightning
- 1968 - Magic Bus / Dr Jeckyll & Mr Hyde (lato B in UK) - Someone's Coming (lato B in USA)
- 1969 - Pinball Wizard/Dogs Part Two
- 1969 - I'm Free/We're Not Gonna Take It
- 1970 - The Seeker/Here for More
- 1970 - Summertime Blues (Live at Leeds) / Heaven & Hell
- 1970 - Young Man Blues/Substitute
- 1970 - See Me, Feel Me/Overture from Tommy
- 1971 - Won't Get Fooled Again/Don't Know Myself
- 1971 - Let's See Action/When I Was a Boy
- 1971 - Behind Blue Eyes/My Wife
- 1972 - Join Together/Baby Don't You Do It
- 1972 - Relay/Waspman
- 1973 - 5:15/Water
- 1973 - Love, Reign o'er Me/Water
- 1974 - The Real Me
- 1974 - Postcard/Put the Money Down
- 1975 - Squeeze Box/Success Story
- 1978 - Who Are You/Had Enough
- 1978 - Trick of the Light/905
- 1979 - 5:15/I'm One
- 1981 - You Better You Bet/The Quiet One
- 1981 - Don't Let Go the Coat/You
- 1982 - Athena
- 1984 - Twist and Shout/I Can't Explain
- 2004 - Real Good Looking Boy/Old Red Wine
- 2006 - Wire and Glass/Mirror Door
- 2006 - It's Not Enough
- 2006 - Tea & Theatre
- 2014 - Be Lucky
- 2019 - Ball and Chain
- 2019 - I Don't Wanna Get Wise
- 2019 - Beads on One String
- 2020 - She Rocked My World

## EP
- 1966 - Ready Steady Who
- 1970 - Tommy
- 1979 - Long Live Rock
- 1988 - Won't Get Fooled Again
- 2006 - Wire & Glass

## Colonne sonore
- 1975 - Tommy
- 1979 - The Kids Are Alright, Polydor Records
- 1979 - Quadrophenia

## Filmografia
- 1975 - Tommy
- 1979 - Quadrophenia
- 1979 - Uragano Who

## Videografia in DVD
- Wire & Glass
- Whotube
- Tct Concerts at the Royal Albert Hall
- Amazing Journey
- Who's Better Who's Best
- The Who - The Vegas Job
- Woodstock Diaries
- Quadrophenia
- Quadrophenia Live
- Tommy Live
- Tommy and Quadrophenia Live
- The Rolling Stones Rock and Roll Circus
- The Who Live in Boston
- The Old Grey Whistle Test - Volume 2
- The Kids Are Alright
- The Who Special Edition EP
- So You Wanna Be a Rock'n'Roll Star
- Thirty Years of Maximum R&B Live
- The Complete Monterey Pop Festival
- Let It Rock
- Let It Rock - Volume 2
- The Concert For New York City
- Rock Icons – Psychedelic High
- The Who Live at the Royal Albert Hall
- Classic Albums: Who's Next
- Tommy
- Live at the Isle of Wight Festival 1970
- Woodstock - The Director's Cut